# Ägäis (byzantinisches Thema)
Das Thema der Ägäis (mittelgriechisch θέμα τοῦ Αἰγαίου Πελάγους thema tou Aigaiou Pelagous) war eine byzantinische Provinz (Thema) im nördlichen Ägäischen Meer die in der Mitte des neunten Jahrhunderts eingerichtet wurde. Als eine der drei dezidierten Flotten-Themata (θέματα ναυτικᾶ themata nautika) stellte es dem Reich hauptsächlich Schiffe und Truppen für die byzantinische Flotte, diente aber auch als zivile administrative Einheit.

## Geschichte
Das Thema hatte seinen Ursprung in der spätantiken zivilen „Provinz der Inseln“ (lateinisch Insulae; mittelgriechisch Νήσοι Nesoi), die die südöstlichen und östlichen Inseln der Ägäis bis Tenedos umfasste. Der Begriff „Aigaion Pelagos“ taucht erstmals im frühen 8. Jahrhundert als administrativer Term auf, wie auf den Siegeln verschiedener kommerkiarioi (Zollbeamten) zu lesen ist. Ein Siegel, auf 721/722 datiert, weist sogar auf einen Beamten hin, dem alle griechischen Inseln unterstanden, was auf eine Ausdehnung der Provinz auf die nördlichen und westlichen Inseln der Ägäis hindeutet. Militärisch wurden die Inseln dem Flottenkommando der Karabisianoi und später dem der Thema der Kibyrrhaioten zugeteilt. Ab dem späten 8. Jahrhundert erscheinen zwei eigenständige Befehlshaber in der Ägäis: der Droungarios der Ägäis (Aigaion Pelagos), dem offenbar die nördliche Hälfte des Meeres unterstand, und der Droungarios "der zwölf Inseln" (Dodekanesos) oder auch "des Golfs" (Kolpos) genannt, dem der Südteil unterstand. Letzteres Kommando entwickelte sich eventuell später zum Thema von Samos, während sich das erste zum Thema der Ägäis entwickelte. Dieses umfasste die nördlichen ägäischen Inseln, die Dardanellen sowie die Südküste des Marmarameers. Das Thema der Ägäis wurde wahrscheinlich 843 eingerichtet: sein befehlshabender Strategos erscheint nicht im Taktikon Uspensky von 842/843, das ihn noch als Droungarios auflistet, an anderer Stelle wird er aber auf Lesbos im 843 Jahr als Strategos betitelt.
Das Thema der Ägäis war in turmai und banda unterteilt. Im Gebiet der Dardanellen und der Propontis teilte sich der Droungarios und später Strategos der Ägäis wahrscheinlich das Kommando mit dem Strategos des Themas Opsikion, dessen Rechtsprechung die Gebiete wahrscheinlich unterlagen. Der Strategos des opsikischen Themas behielt wahrscheinlich die Hoheit in der zivilen Verwaltung und der örtlichen Miliz, während die einzige Aufgabe des Strategos der Ägäis war, sich um Nachschub an Schiffen und Rekruten aus diesem Gebiet zu kümmern. Eine ähnliche Teilung existierte auch im Thema von Samos. Diese These wird dadurch unterstützt, dass es Belege für Opsikier, besonders kleinasiatische Slawen (Sklabesianoi), gibt, die als Marinesoldaten in der Flotte dienten. Kaiser Konstantin VII. (regierte 913–959) zufolge, umfasste das Thema im 10. Jahrhundert Lesbos (den Sitz des Strategos), Lemnos, Imbros und Tenedos, Chios (später dem Thema von Samos angefügt), die Sporaden und die Kykladen. Im Jahr 911 betrug die Mannstärke des Themas 2610 Ruder und 400 Marinesoldaten.
Das Thema überlebte bis in späte 10. oder frühe 11. Jahrhundert, als es in kleinere Einheiten aufgeteilt wurde. Nachdem die Kykladen und Sporaden, Chios und das Gebiet um Abydos ihre eigenen Strategoi erhielten, wurde das Thema der Ägäis zu einer rein zivilen Verwaltungseinheit, die nurmehr die Küsten der Propontis und das Gebiet um Konstantinopel umfasste. Im späten 11. Jahrhundert wurden die Überreste der Flotte des Themas in die kaiserliche Flotte in Konstantinopel überführt und dem Kommando des Megas Doux übertragen. Im 12. Jahrhundert wurde das Thema der Ägäis schließlich mit dem Thema Opsikion zusammengelegt, wie im Partitio terrarum imperii Romaniae aus dem Jahr 1204 beschrieben. Nach dem Vierten Kreuzzug hörte das Thema auf zu existieren.